# Friedrich Franek
Pour les articles homonymes, voir Franek.
Dr rer. pol. Friedrich « Fritz » Franek, né le 16 juillet 1891 à Vienne et mort dans la même ville le 8 avril 1976, est un Generalleutnant allemand qui sert au sein de la Heer, dans la Wehrmacht, pendant la Seconde Guerre mondiale.
Il est récipiendaire de la Croix de chevalier de la Croix de fer. Cette décoration est attribuée pour récompenser un acte d'une extrême bravoure sur le champ de bataille ou un commandement militaire avec succès.

## Biographie
Friedrich Franek est capturé par les troupes soviétiques en juillet 1944 durant l'offensive de Lublin-Brest et reste en captivité jusqu'en 1948.

## Décorations
- Croix de fer (1914)
  - 2e Classe
- Croix du Mérite militaire (Autriche) 3e Classe
- Ordre de la Couronne de fer 3e Classe
- Ordre militaire de Marie-Thérèse
- Croix d'honneur des combattants 1914-1918
- Agrafe de la Croix de fer (1939)
  - 2e Classe
  - 1re Classe
- Insigne des blessés (1939)
  - en Noir
- Médaille du Front de l'Est
- Croix de chevalier de la Croix de fer
  - Croix de chevalier le 4 novembre 1941 en tant que Oberst et commandant du Infanterie-Regiment 405[1]